# James Hund
James Hund är en tecknad serie som skapades 1986 av Jonas Darnell (manus) och Patrik Norrman (teckning) för publicering i den då återuppståndna tidningen Svenska Serier 1987. Huvudpersonen James Hund är en lätt disträ och gravt naiv privatdetektiv med höga tankar om sin egen förmåga och som har en förmåga att ramla över de mest underliga fall.
Kommissarie Barskebäck har varit en bifigur sedan starten, medan den lille stumme bifiguren "Moppe" fasades ut ur serien. James har även ett antal bröder. 
Serien förekom först som stadigt inslag i Svenska Serier, skriven av Darnell och tecknad av Norrman, senare som tung samhällskommentator i DN på Namn & Nytt-sidan.  Serien har även gått i tidningarna Fantomen och Bacon & Ägg.